# Manicomio de la Nueva Belén
El manicomio de la Nueva Belén es un antiguo manicomio de Barcelona. El nombre de Nueva Belén es un homenaje de los fundadores al manicomio inglés de Bethlem.
Se funda en 1857 inicialmente en Gràcia, al lado de la actual plaza Lesseps, de Barcelona, en dos torres alquiladas por una sociedad formada por un capitalista (José Joaquín de Mas y de Vedruna), un clérigo que anteriormente había actuado en el manicomio de San Baudilio (José Alsinet) y un médico (Francisco Javier Cots). Inician el tratamiento con el sistema non restraint.
Posteriormente, el médico es sustituido por José Antonio Massó. Como las disputas entre los socios eran frecuentes, en 1864 contratan el joven catedrático Juan Giné y Partagás, para arbitrar en temas médicos. En 1873 se trasladan a un nuevo edificio en Sant Gervasi y Massó vende parte de su propiedad a Giné, quien es nombrado director. A partir de este momento Giné se interesa mucho por la frenopatología y da un fuerte impulso al manicomio y a la psiquiatría catalana en su orientación más organicista, contrapuesta a los criterios vitalistas de Pi y Molins.
Giné será el director de la Nueva Belén hasta su muerte, en 1903. En este periodo, el manicomio adquiere un fuerte prestigio por ser la base de la única escuela frenopatológica barcelonesa del momento, donde se desarrolla la primera cátedra libre de psiquiatría. Giné publica el primer tratado de la especialidad, (El Tratado de Frenopatologia, 1876), la primera revista psiquiátrica española (Revista Frenopática Barcelonesa, 1881), organiza el primer congreso español de frenopatología (El Certamen Frenopático, 1883). Sus discípulos serán los primeros psiquiatras catalanes del periodo (Arturo Galceran y Antonio Rodríguez Morini).
A la muerte de Giné, el manicomio entra en una etapa de declive hasta que cierra en 1942. Posteriormente el edificio fue destinado a reformatorio femenino, siendo destruido en la década de 1990 y en la actualidad los terrenos forman parte del Museo de la Ciencia, de La Caixa.
- Datos: Q5991466
- Multimedia: Manicomi de la Nova Betlem / Q5991466